# Fort Zeelandia (Suriname)
Pour les articles homonymes, voir Fort Zeelandia et Fort Willoughby.

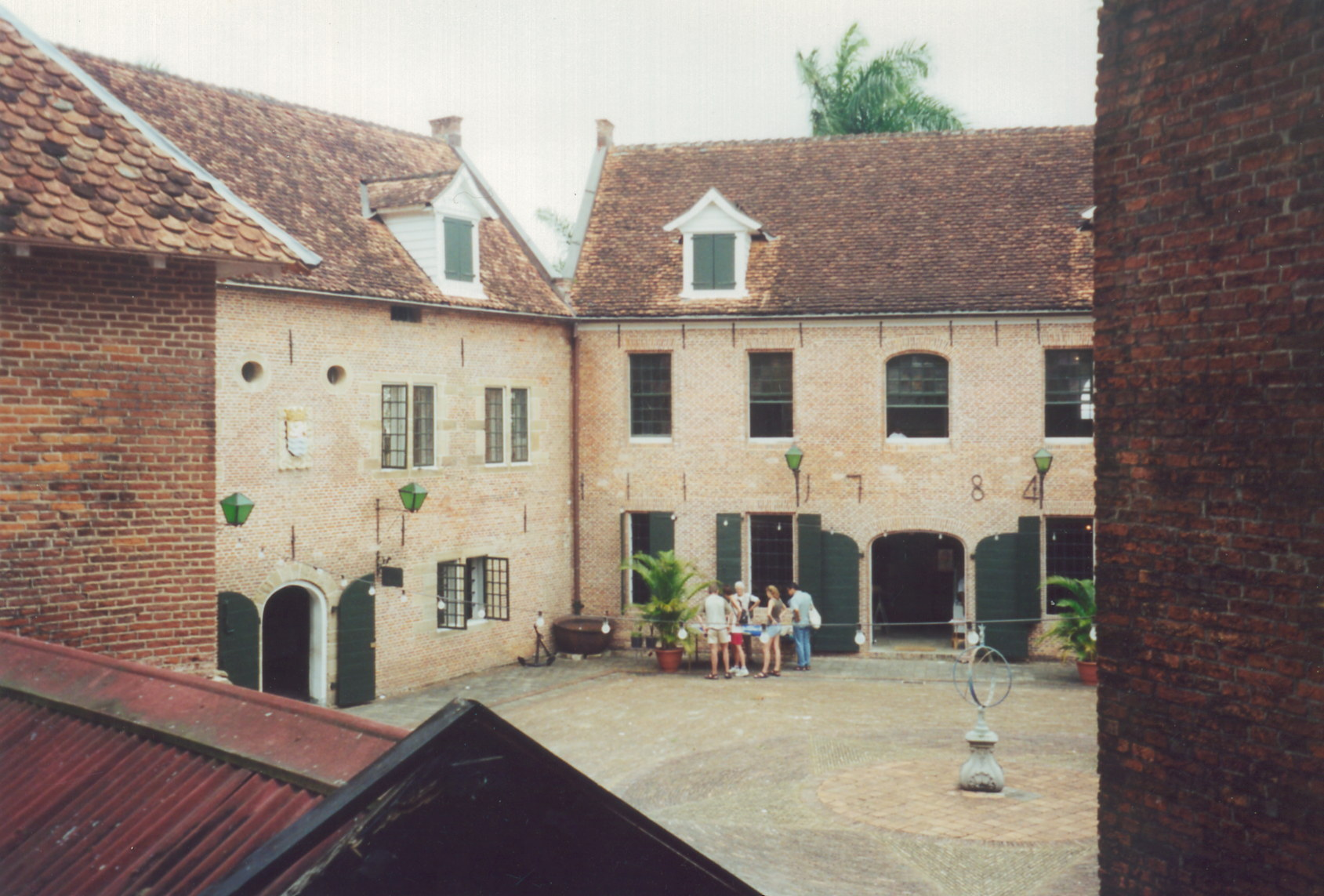
Partie intérieure du fort

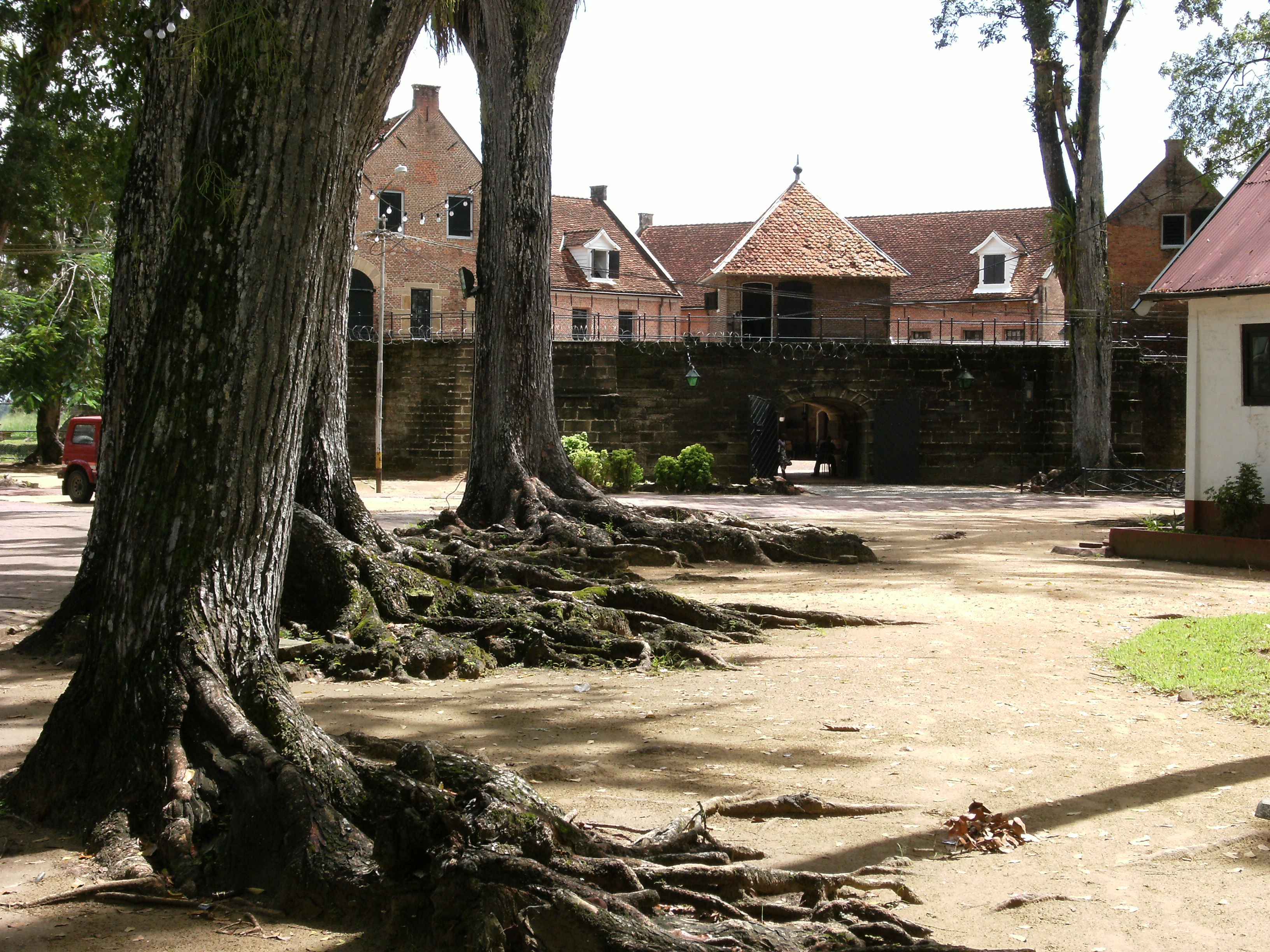

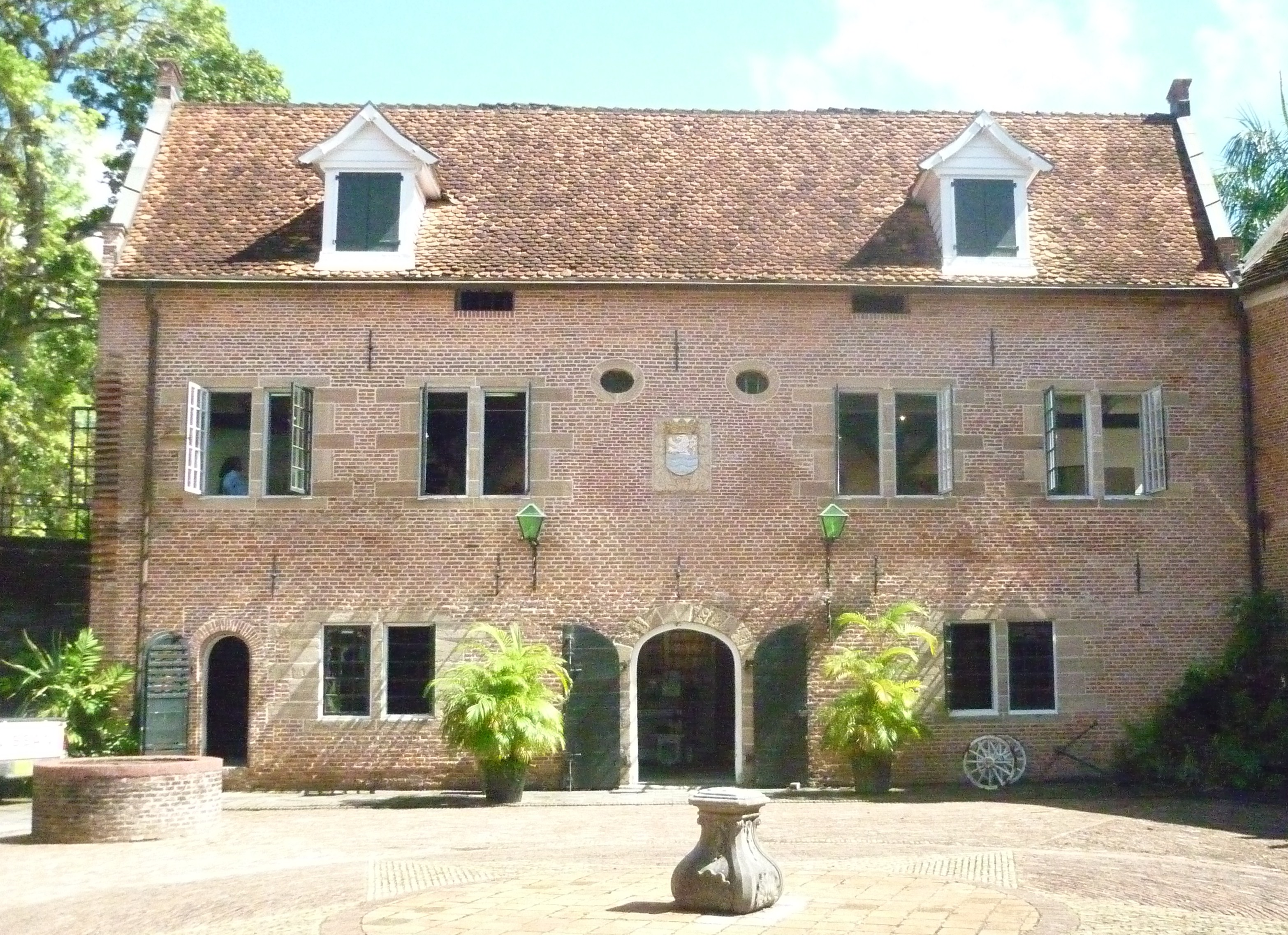
Ancienne poudrière devenue pharmacie

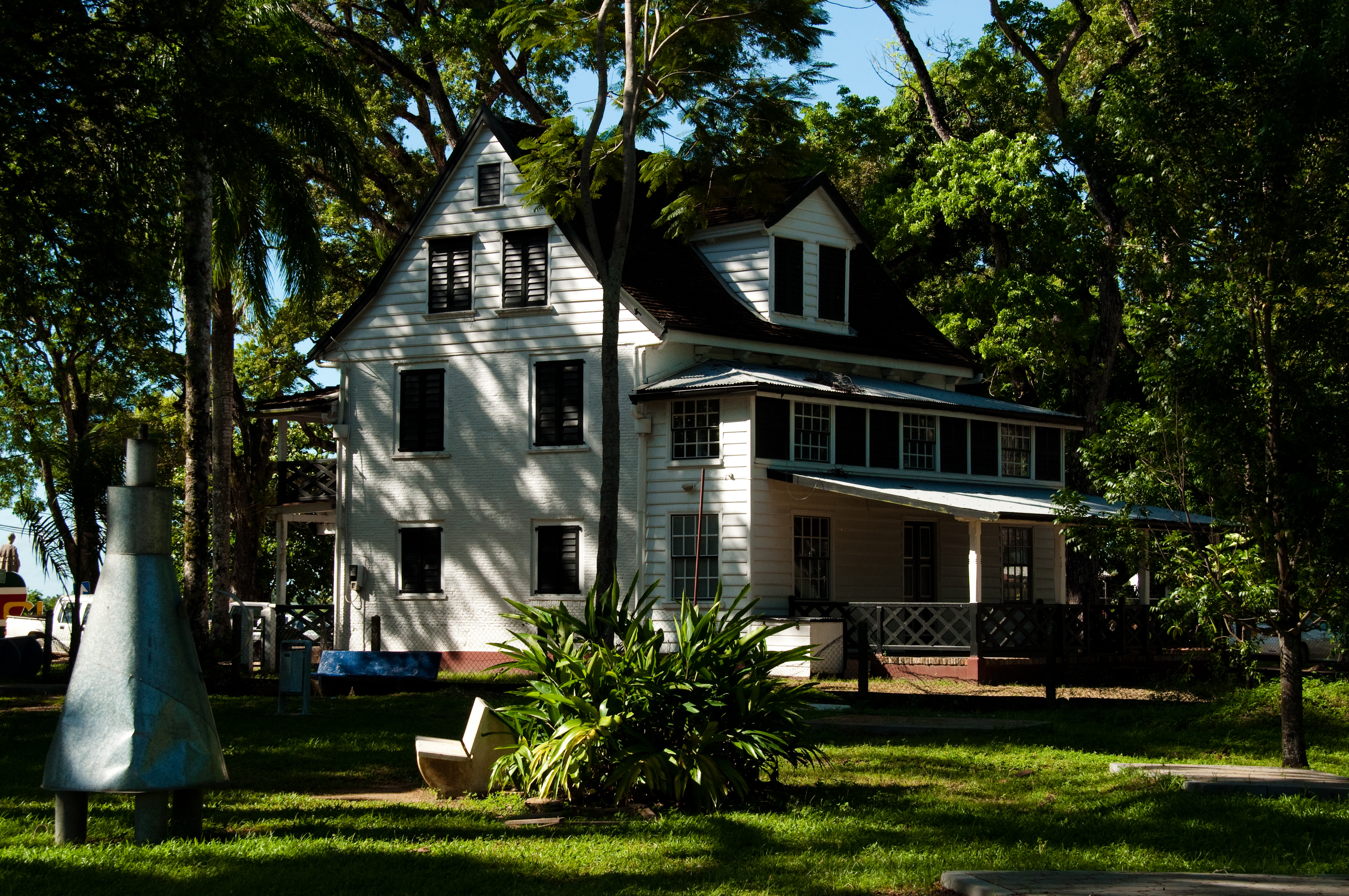
Logements des officiers près du Fort Zeelandia

Fort Zeelandia est un ancien fort néerlandais situé entre Paramaribo, la capitale du Suriname, et la rive gauche du fleuve Suriname. Le fort est devenu un musée en 2004.
Le fort, en forme de pentagone, existe depuis le début du XVIIe siècle lorsque les Néerlandais ont créé un comptoir commercial près du village indien de Parmirbo, qui devient plus tard Paramaribo. Le fort a été construit afin de protéger le comptoir commercial.
Les Anglais ont conquis le fort en 1651 et l'ont rebaptisé Fort Willoughby, d'après le nom de Lord Francis Willoughby.
Les Zélandais, sous les commandes d'Abraham Crijnssen, se sont emparés du fort ainsi que du comptoir commercial en 1667. Le fort fut alors renommé Fort Zeelandia. Sur une des poudrières figure encore le blason de Zélande. Le comptoir commercial fut baptisé Nieuw Middelburg, nom porté un temps par la ville de Paramaribo, mais le nom ne persista pas. Les habitants d'en dehors de Paramaribo appelèrent l'endroit tout simplement foto (fort).
Situé au bord du fleuve Suriname, le fort fut agrandi par cinq bastions. Trois d'entre eux existent encore : les bastions de Middelburgh, de Veere et de Zierikzee. Les deux bastions situés du côté des terres, furent enlevés lorsque le Fort Nieuw-Amsterdam fut construit.
Fort Nieuw-Amsterdam fut construit sur la rive droite du fleuve Suriname après que les Français eurent mené avec succès une attaque contre une partie des plantations situées autour de Fort Zeelandia. Fort Zeelandia devint alors une caserne et par après une prison.
En 1967 le fort fut restauré et le musée du Suriname s'y installa.
En 1975, le jour précédent l'indépendance, la statue de la reine Wilhelmine des Pays-Bas fut déplacée de la place de l'Indépendance vers une plaine près du Fort Zeelandia. À l'endroit où se trouvait la statue à Paramaribo fut placé un mât où le lendemain fut hissé le nouveau drapeau du Suriname.
En 1982, les militaires proches de Dési Bouterse s'installèrent dans le fort. Le fort devint quartier général national et fut utilisé pour y enfermer les opposants au régime, parmi lesquels Surendre Rambocus et son subalterne Jiwansingh Sheombar, après l'échec de leur coup d'État du 11 mars 1982.
Quinze opposants au régime de Bouterse furent exécutés le 8 décembre 1982 sur le mur extérieur du côté du fleuve Suriname. Cet événement est connu sous le nom de Massacres de décembre.
Le musée du Suriname est à nouveau installé dans le fort depuis 1995.
De jolies maisons pour officiers furent construites en dehors du fort. Certaines sont utilisées actuellement comme bureau.
L'extension de la ville de Paramaribo se fit dans un premier temps jusqu'au fort avant de s'étendre vers l'ouest.

## Anecdotes
- La boîte aux lettres néerlandaise qui se trouve à droite de la porte d'entrée contre le mur extérieur du fort se trouvait précédemment sur la Nassauplein à La Haye du côté de l'avenue Copes van Cattenburch.

## Galerie de photos

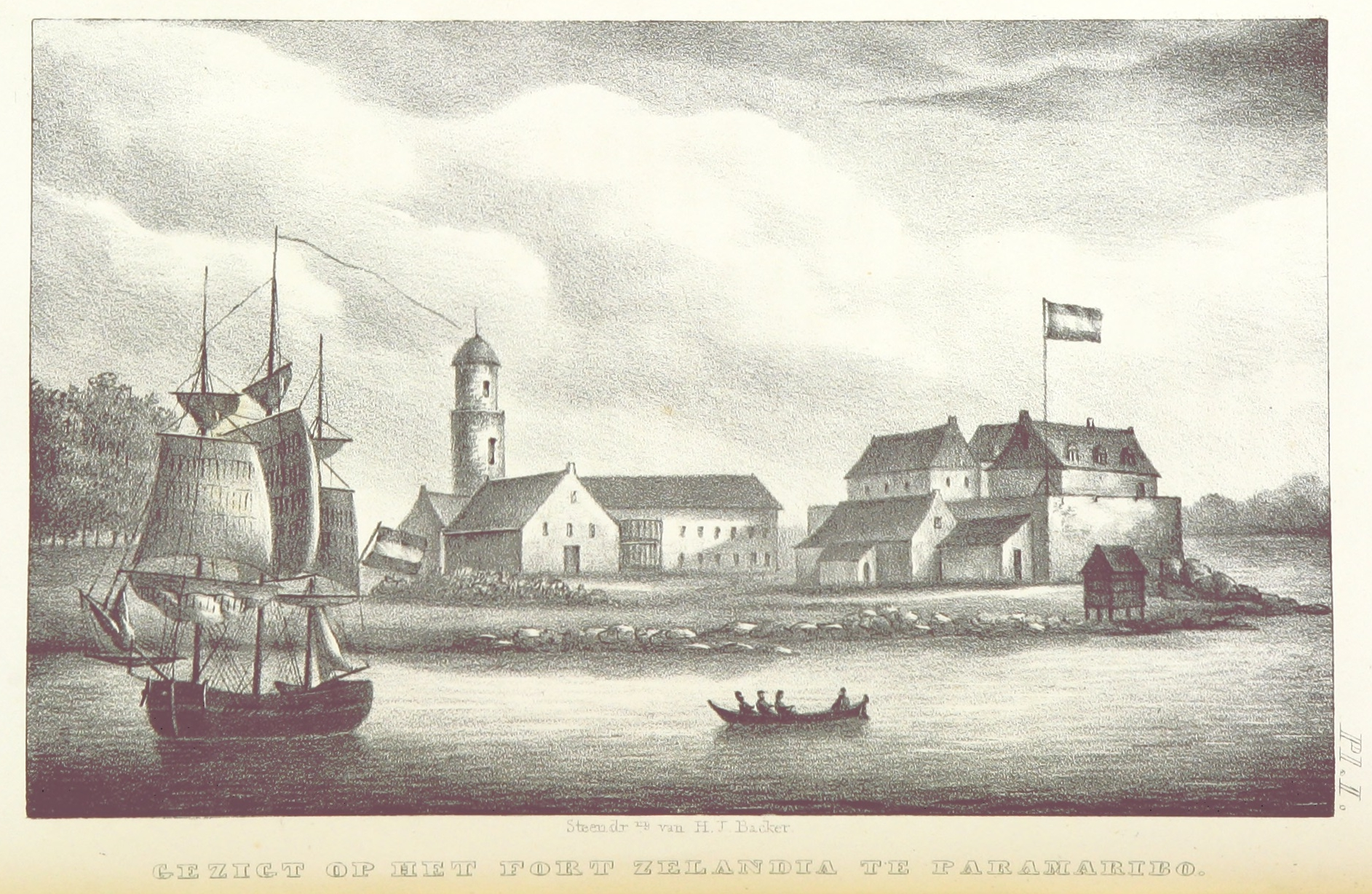
Vue du Fort Zelandia à Paramaribo (1842)
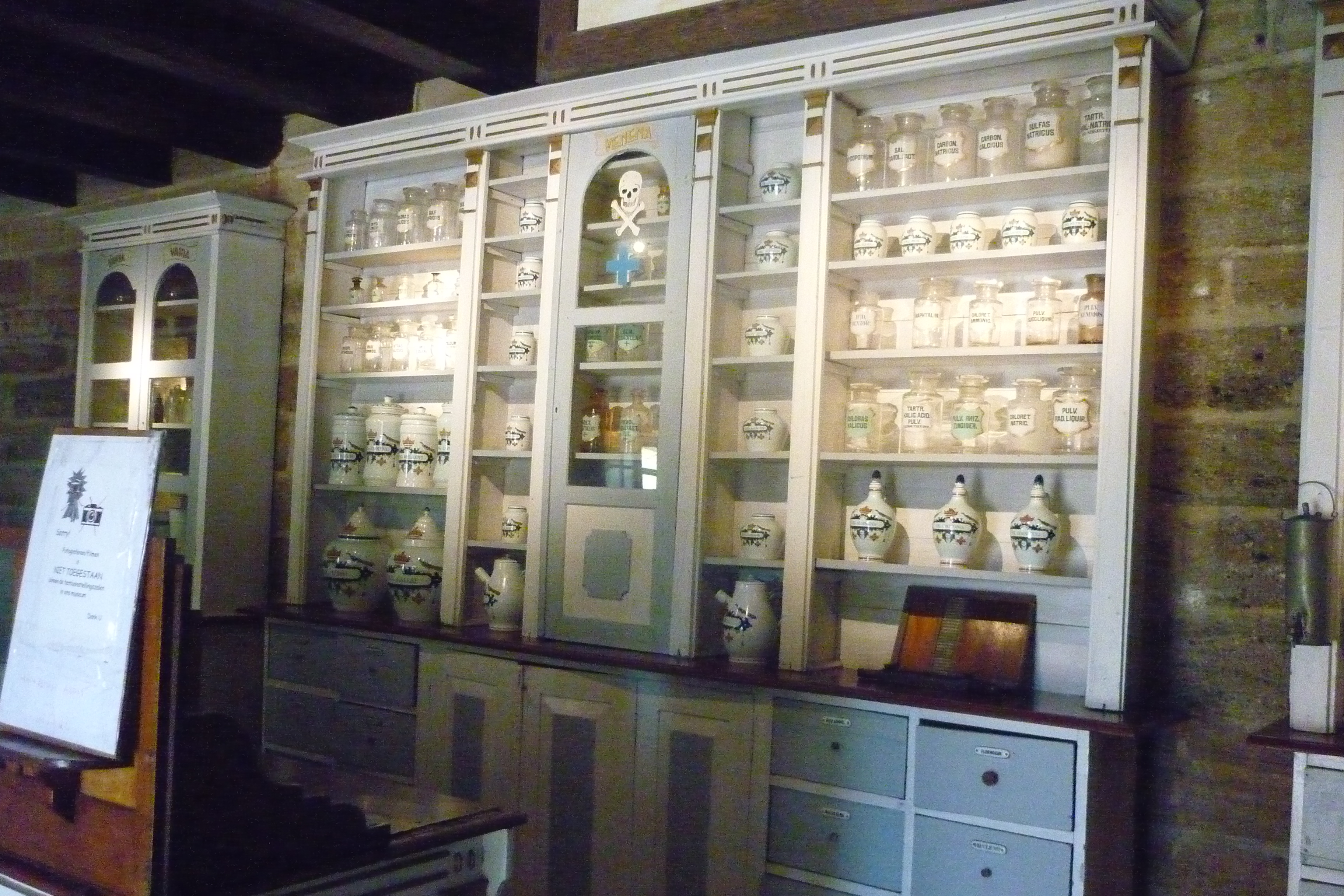
Pharmacie dans l'ancienne poudrière
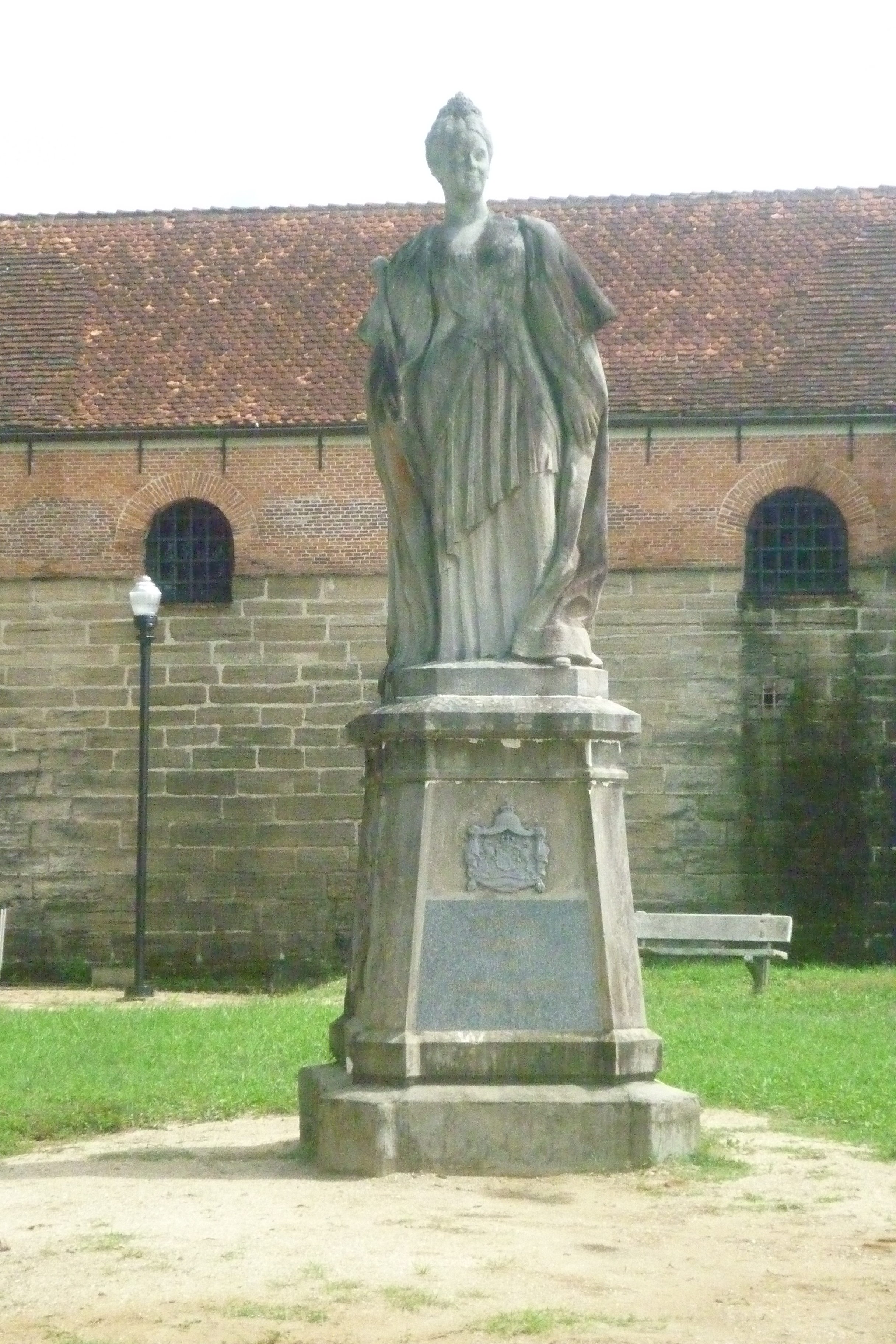
la reine Wilhelmine
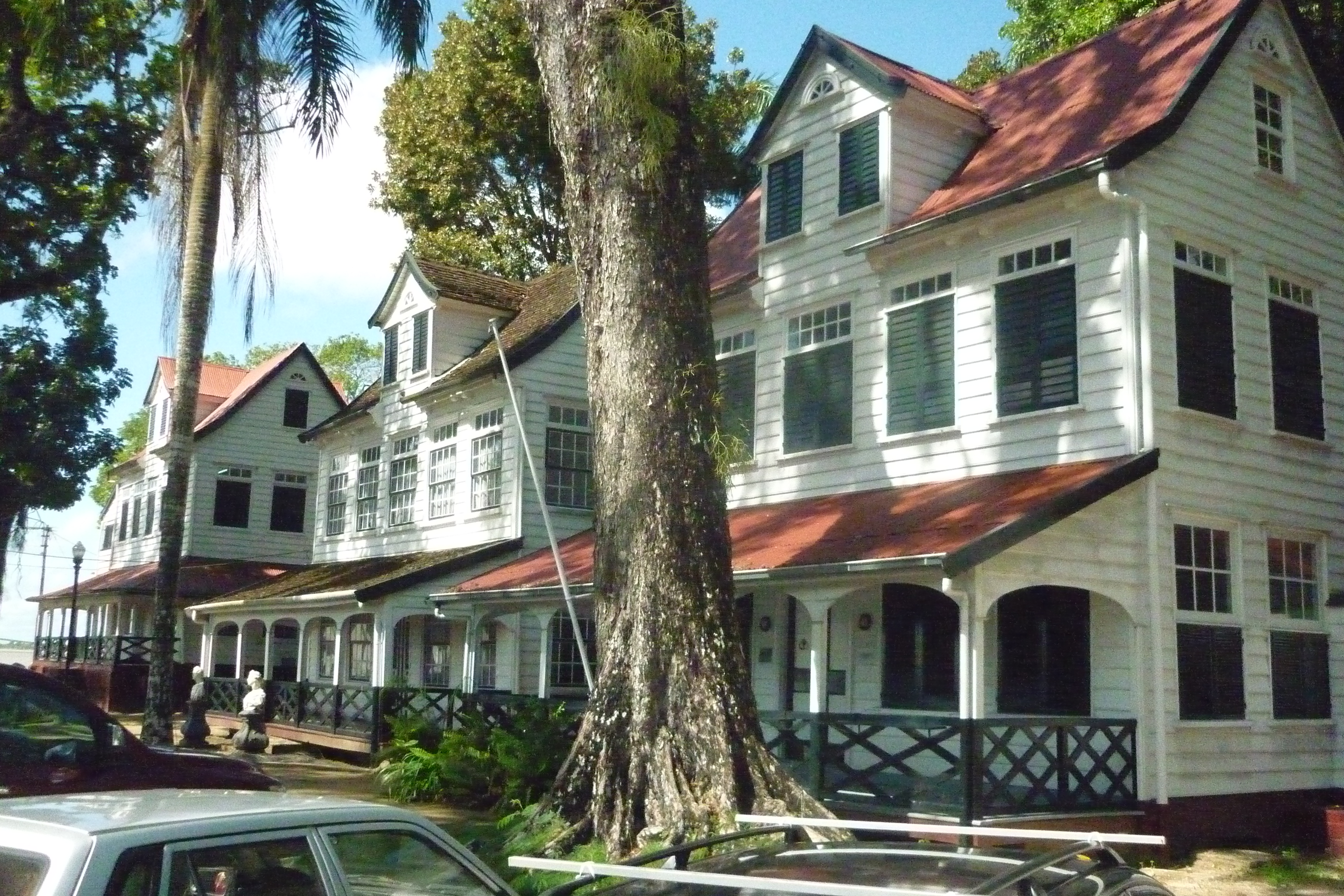
Maisons des officiers
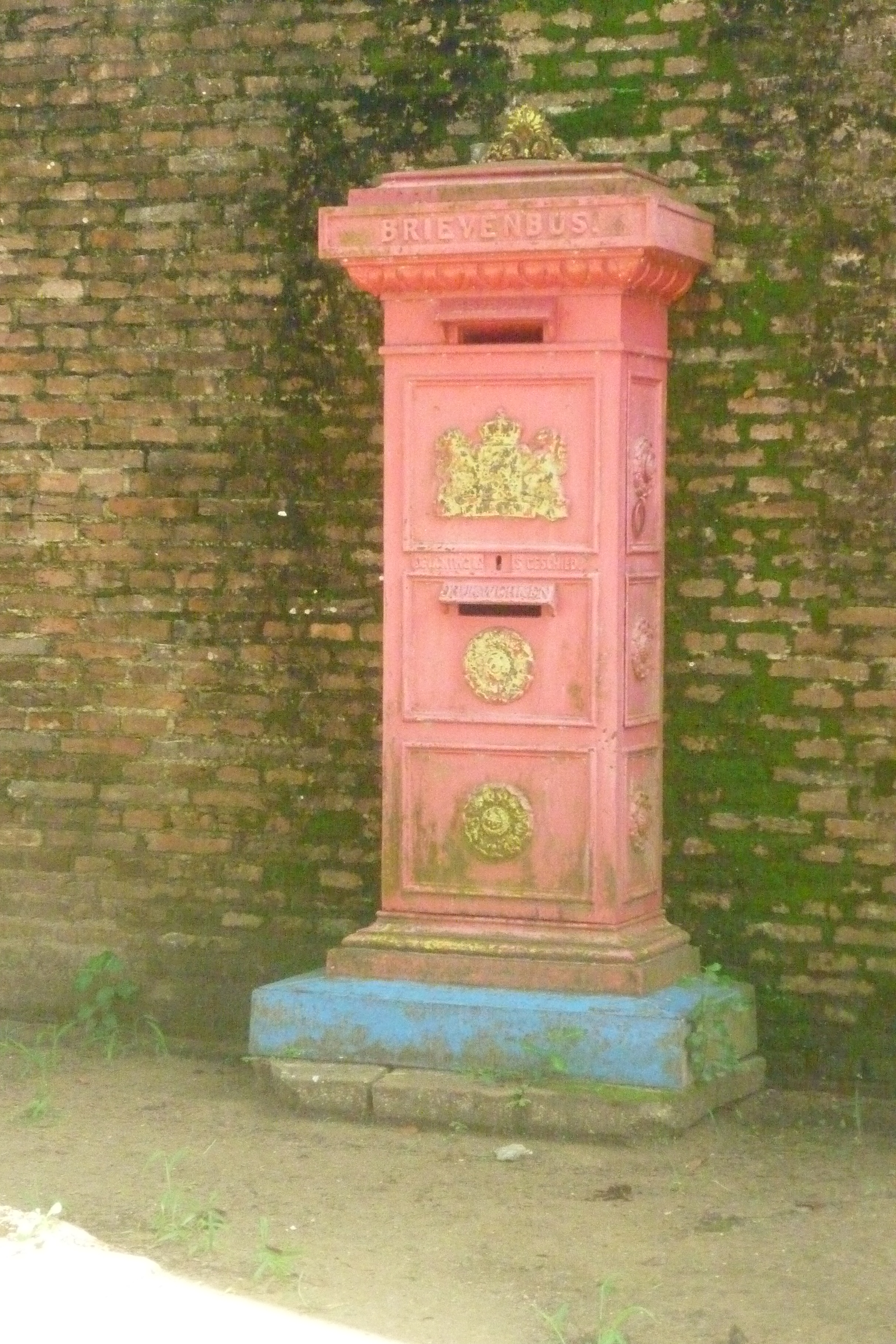
Boîte aux lettres néerlandaise

## Littérature
- C.F.A. Bruijning, J. Voorhoeve (red.): Encyclopedie van Suriname. Amsterdam et Bruxelles 1977, pag, 683, B.V. Éditeurs Argus Elsevier,  (ISBN 9010018423)
- Jos Fontaine: Zeelandia. De geschiedenis van een fort. (Zeelandia : l'histoire d'un fort) Zutphen 1972, De Walburg Pers,  (ISBN 906011-441-8)

## Sources
- (nl) Cet article est partiellement ou en totalité issu de l’article de Wikipédia en néerlandais intitulé « Fort Zeelandia (Suriname) » (voir la liste des auteurs).